# Spectrotrota fimbrialis
Espèce
Spectrotrota fimbrialis est une espèce de lépidoptères (papillons) de la famille des Pyralidae, endémique du 
sud-est de l'Australie.

## Description
Spectrotrota fimbrialis a une envergure d'environ 2 cm.

## Galerie

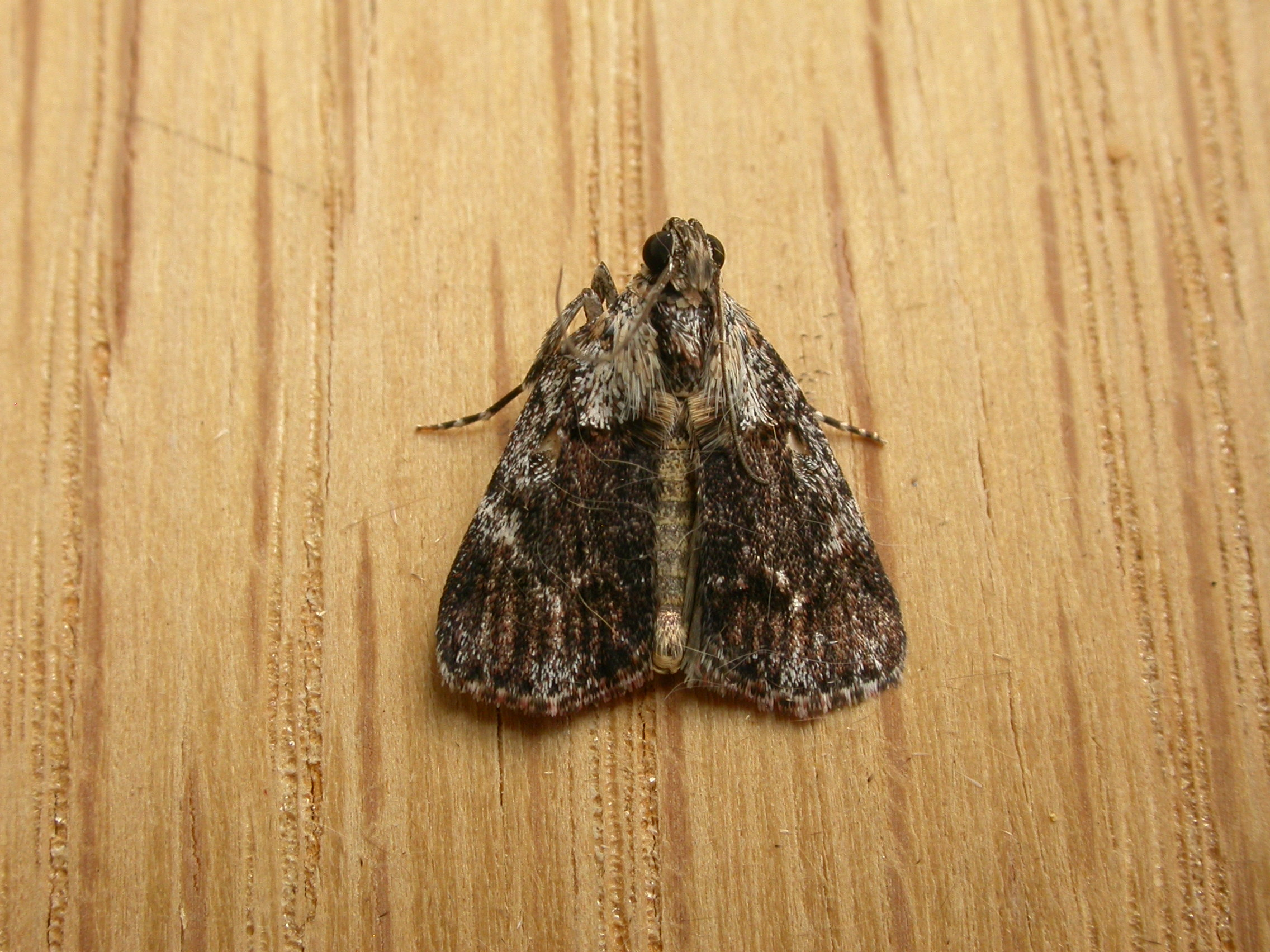
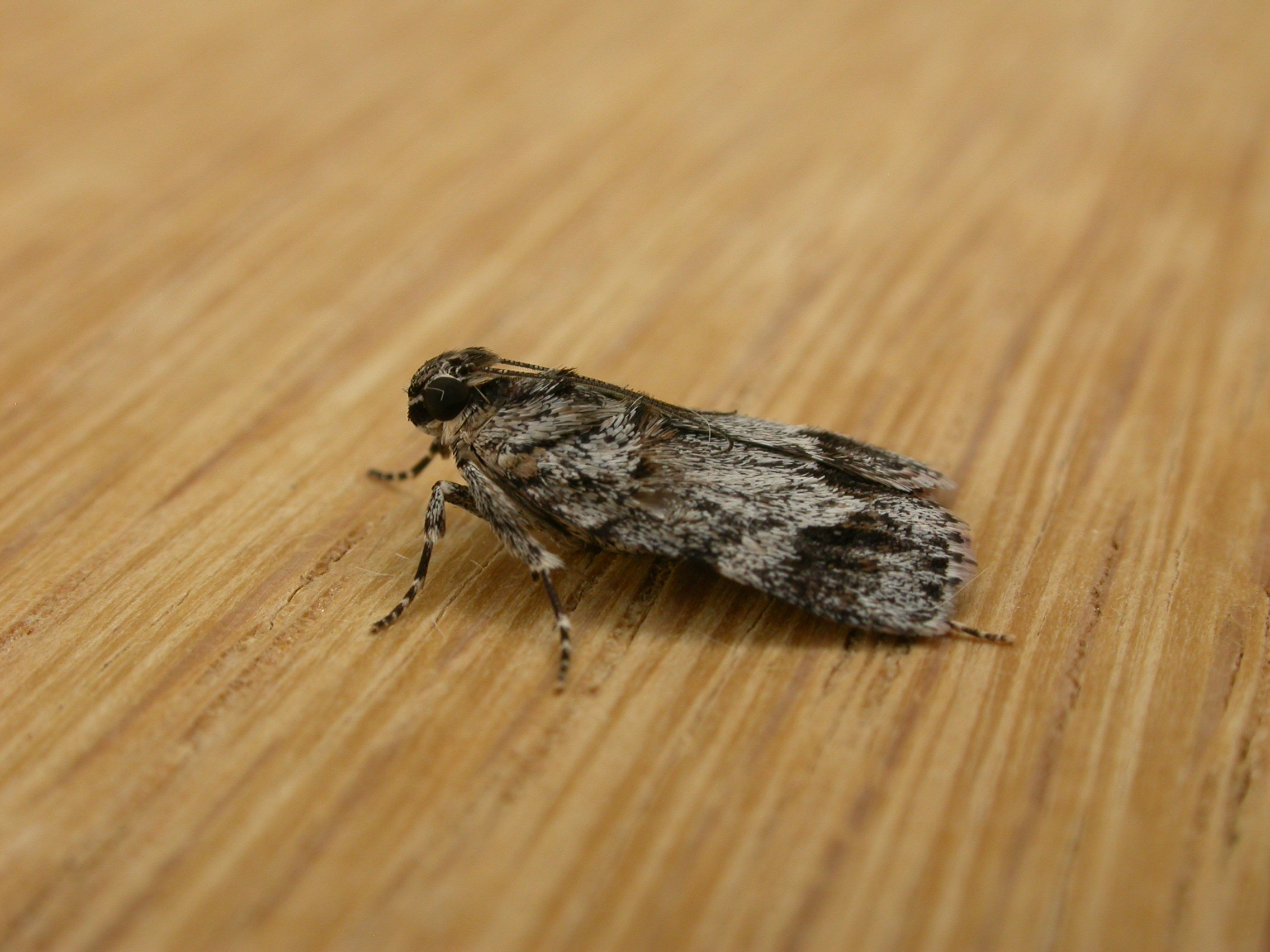